# Lekkoatletyka na Letnich Igrzyskach Olimpijskich 1964 – bieg na 400 m mężczyzn
Bieg na 400 metrów mężczyzn podczas XVIII Letnich Igrzysk Olimpijskich w Tokio rozegrano 17 (eliminacje i ćwierćfinały), 18 (półfinały) i 19 października 1964 (finał) na Stadionie Olimpijskim w Tokio. Zwycięzcą został Amerykanin Michael Larrabee.

## Rekordy

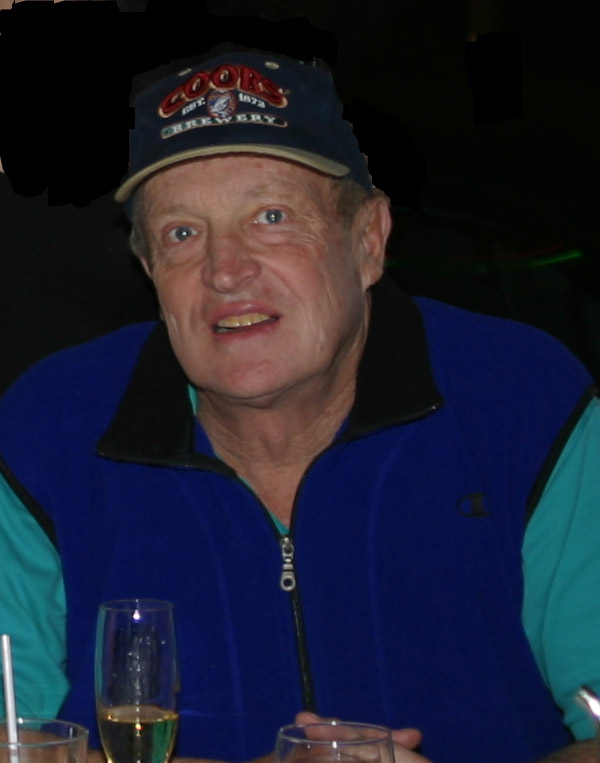
Michael Larrabee

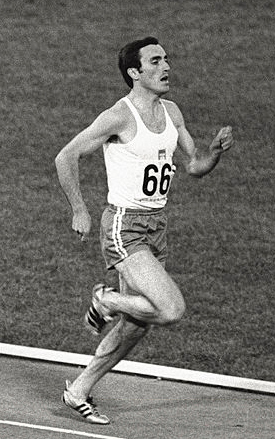
Andrzej Badeński

|                   | zawodnik         | narodowość        | czas | data                  | miejsce     |
| ----------------- | ---------------- | ----------------- | ---- | --------------------- | ----------- |
| Rekord świata     | Otis Davis       | Stany Zjednoczone | 44,9 | 6 września 1960(dts)  | Rzym        |
| Rekord świata     | Carl Kaufmann    | RFN               | 44,9 | 6 września 1960(dts)  | Rzym        |
| Rekord świata     | Adolph Plummer   | Stany Zjednoczone | 44,9 | 25 maja 1963(dts)     | Tempe       |
| Rekord świata     | Michael Larrabee | Stany Zjednoczone | 44,9 | 12 września 1964(dts) | Los Angeles |
| Rekord olimpijski | Otis Davis       | Stany Zjednoczone | 44,9 | 6 września 1960(dts)  | Rzym        |
| Rekord olimpijski | Carl Kaufmann    | Niemcy            | 44,9 | 6 września 1960(dts)  | Rzym        |

## Wyniki
| Poz. - pozycja |
| – rekord świata \| – rekord krajowy \| – rekord życiowy \| = – wyrównany rekord życiowy \| · – najlepszy wynik w sezonie \| = – wyrównany najlepszy wynik w sezonie \| – rekord olimpijski |
| Fn – falstart \| DNF – nie ukończył \| DNS – nie wystartował \| DSQ – zdyskwalifikowany |

### Eliminacje
Rozegrano siedem biegów eliminacyjnych. Do ćwierćfinałów awansowało po czterech najlepszych zawodników z każdego biegu (Q) oraz czterech z najlepszymi czasami spośród pozostałych (q).

#### Bieg 1
| Poz. | Zawodnik             | Narodowość        | Rezultat | Uwagi |
| ---- | -------------------- | ----------------- | -------- | ----- |
| 1    | Wendell Mottley      | Trynidad i Tobago | 45,9     | Q     |
| 2    | Robbie Brightwell    | Wielka Brytania   | 46,1     | Q     |
| 3    | Jean-Pierre Boccardo | Francja           | 46,6     | Q     |
| 4    | Gary Eddy            | Australia         | 46,9     | Q     |
| 5    | Stanisław Swatowski  | Polska            | 47,6     |       |
| 6    | István Gyulai        | Węgry             | 48,0     |       |
| 7    | Didier Mejía         | Meksyk            | 48,1     |       |
| –    | Chang Jong-kil       | Korea Południowa  | DNS      |       |

#### Bieg 2
| Poz. | Zawodnik          | Narodowość        | Rezultat | Uwagi |
| ---- | ----------------- | ----------------- | -------- | ----- |
| 1    | Kent Bernard      | Trynidad i Tobago | 46,8     | Q     |
| 2    | Sergio Bello      | Włochy            | 47,5     | Q     |
| 3    | Wadim Archipczuk  | ZSRR              | 47,7     | Q     |
| 4    | Tim Graham        | Wielka Brytania   | 48,4     | Q     |
| 5    | Arsenio Jazmin    | Filipiny          | 49,9     |       |
| –    | Brobbey Mensah    | Ghana             | DNS      |       |
| –    | Wesley Johnson    | Liberia           | DNS      |       |
| –    | Dulamyn Amarsanaa | Mongolia          | DNS      |       |

#### Bieg 3
| Poz. | Zawodnik           | Narodowość      | Rezultat | Uwagi |
| ---- | ------------------ | --------------- | -------- | ----- |
| 1    | Andrzej Badeński   | Polska          | 46,4     | Q     |
| 2    | Adrian Metcalfe    | Wielka Brytania | 46,7     | Q     |
| 3    | Jörg Jüttner       | Niemcy          | 47,0     | Q     |
| 4    | Rupert Hoilette    | Jamajka         | 47,5     | Q     |
| 5    | Amos Omolo         | Uganda          | 47,6     |       |
| 6    | Juan Carlos Dyrzka | Argentyna       | 48,3     |       |
| 7    | Amadou Gakou       | Senegal         | 50,1     |       |
| 8    | Daniel Thomas      | Tanganika       | 50,4     |       |

#### Bieg 4
| Poz. | Zawodnik           | Narodowość        | Rezultat | Uwagi |
| ---- | ------------------ | ----------------- | -------- | ----- |
| 1    | Ulis Williams      | Stany Zjednoczone | 46,2     | Q     |
| 2    | Edwin Skinner      | Trynidad i Tobago | 46,5     | Q     |
| 3    | Tegegne Bezabeh    | Etiopia           | 46,7     | Q     |
| 4    | Peter Vassella     | Australia         | 46,7     | Q     |
| 5    | Johannes Schmitt   | Niemcy            | 46,9     | q     |
| 6    | Muhammad Sadiq     | Pakistan          | 47,3     | q     |
| 7    | Víctor Maldonado   | Wenezuela         | 47,7     |       |
| 8    | Jacques Pennewaert | Belgia            | 47,7     |       |

#### Bieg 5
| Poz. | Zawodnik         | Narodowość               | Rezultat | Uwagi |
| ---- | ---------------- | ------------------------ | -------- | ----- |
| 1    | Ollan Cassell    | Stany Zjednoczone        | 46,8     | Q     |
| 2    | Bill Crothers    | Kanada                   | 46,8     | Q     |
| 3    | James Addy       | Ghana                    | 47,2     | Q     |
| 4    | Pedro Grajales   | Kolumbia                 | 47,2     | Q     |
| 5    | Wiktor Byczkow   | ZSRR                     | 47,3     | q     |
| 6    | Jürgen Kalfelder | Niemcy                   | 47,7     |       |
| 7    | Yoyaga Coulibaly | Wybrzeże Kości Słoniowej | 47,8     |       |
| –    | George Kerr      | Jamajka                  | DNS      |       |

#### Bieg 6
| Poz. | Zawodnik              | Narodowość        | Rezultat | Uwagi |
| ---- | --------------------- | ----------------- | -------- | ----- |
| 1    | Michael Larrabee      | Stany Zjednoczone | 46,8     | Q     |
| 2    | Ebenezer Quartey      | Ghana             | 47,1     | Q     |
| 3    | Peter Laeng           | Szwajcaria        | 47,1     | Q     |
| 4    | Hryhorij Swerbetow    | ZSRR              | 47,3     | Q     |
| 5    | Ken Roche             | Australia         | 47,4     | q     |
| 6    | Somsak Thongsuk       | Tajlandia         | 48,9     |       |
| 7    | Jassim Karim Kuraishi | Irak              | 49,5     |       |

#### Bieg 7
| Poz. | Zawodnik              | Narodowość     | Rezultat | Uwagi |
| ---- | --------------------- | -------------- | -------- | ----- |
| 1    | Josef Trousil         | Czechosłowacja | 47,0     | Q     |
| 2    | Wilson Kiprugut       | Kenia          | 47,1     | Q     |
| 3    | Laurie Khan           | Jamajka        | 47,2     | Q     |
| 4    | Ireneusz Kluczek      | Polska         | 47,3     | Q     |
| 5    | Hortensio Fucil       | Wenezuela      | 47,9     |       |
| 6    | Kimitada Hayase       | Japonia        | 48,5     |       |
| 7    | William Hill          | Hongkong       | 48,7     |       |
| 8    | Hossein Ghafourizadeh | Iran           | 50,8     |       |

### Ćwierćfinały
Rozegrano cztery biegi ćwierćfinałowe. Do półfinałów awansowało po czterech najlepszych zawodników z każdego biegu.

#### Bieg 1
| Poz. | Zawodnik             | Narodowość        | Rezultat | Uwagi |
| ---- | -------------------- | ----------------- | -------- | ----- |
| 1    | Wendell Mottley      | Trynidad i Tobago | 45,8     | Q     |
| 2    | Ollan Cassell        | Stany Zjednoczone | 46,2     | Q     |
| 3    | Jean-Pierre Boccardo | Francja           | 46,3     | Q     |
| 4    | Peter Vassella       | Australia         | 46,5     | Q     |
| 5    | Peter Laeng          | Szwajcaria        | 46,7     |       |
| 6    | Sergio Bello         | Włochy            | 46,9     |       |
| 7    | Ebenezer Quartey     | Ghana             | 47,0     |       |
| 8    | Muhammad Sadiq       | Pakistan          | 48,0     |       |

#### Bieg 2
| Poz. | Zawodnik           | Narodowość      | Rezultat | Uwagi |
| ---- | ------------------ | --------------- | -------- | ----- |
| 1    | Andrzej Badeński   | Polska          | 46,5     | Q     |
| 2    | Bill Crothers      | Kanada          | 46,7     | Q     |
| 3    | Tim Graham         | Wielka Brytania | 46,8     | Q     |
| 4    | Laurie Khan        | Jamajka         | 46,9     | Q     |
| 5    | Josef Trousil      | Czechosłowacja  | 47,2     |       |
| 6    | Johannes Schmitt   | Niemcy          | 47,2     |       |
| 7    | Ken Roche          | Australia       | 48,0     |       |
| 8    | Hryhorij Swerbetow | ZSRR            | 48,0     |       |

#### Bieg 3
| Poz. | Zawodnik          | Narodowość        | Rezultat | Uwagi |
| ---- | ----------------- | ----------------- | -------- | ----- |
| 1    | Michael Larrabee  | Stany Zjednoczone | 46,5     | Q     |
| 2    | Kent Bernard      | Trynidad i Tobago | 46,7     | Q     |
| 3    | Robbie Brightwell | Wielka Brytania   | 47,1     | Q     |
| 4    | Jörg Jüttner      | Niemcy            | 47,2     | Q     |
| 5    | Rupert Hoilette   | Jamajka           | 47,6     |       |
| 6    | Gary Eddy         | Australia         | 47,6     |       |
| 7    | Wilson Kiprugut   | Kenia             | 47,7     |       |
| 8    | Wadim Archipczuk  | ZSRR              | 47,9     |       |

#### Bieg 4
| Poz. | Zawodnik         | Narodowość        | Rezultat | Uwagi |
| ---- | ---------------- | ----------------- | -------- | ----- |
| 1    | Edwin Skinner    | Trynidad i Tobago | 46,9     | Q     |
| 2    | Ulis Williams    | Stany Zjednoczone | 46,9     | Q     |
| 3    | Tegegne Bezabeh  | Etiopia           | 47,2     | Q     |
| 4    | James Addy       | Ghana             | 47,3     | Q     |
| 5    | Adrian Metcalfe  | Wielka Brytania   | 47,8     |       |
| 6    | Pedro Grajales   | Kolumbia          | 47,8     |       |
| 7    | Wiktor Byczkow   | ZSRR              | 47,9     |       |
| –    | Ireneusz Kluczek | Polska            | DNS      |       |

### Półfinały
Rozegrano dwa biegi półfinałowe. Do finału awansowało po czterech najlepszych zawodników z każdego biegu.

#### Bieg 1
| Poz. | Zawodnik             | Narodowość        | Rezultat | Uwagi |
| ---- | -------------------- | ----------------- | -------- | ----- |
| 1    | Robbie Brightwell    | Wielka Brytania   | 45,7     | Q     |
| 2    | Wendell Mottley      | Trynidad i Tobago | 45,9     | Q     |
| 3    | Ulis Williams        | Stany Zjednoczone | 46,2     | Q     |
| 4    | Peter Vassella       | Australia         | 46,5     | Q     |
| 5    | Jörg Jüttner         | Niemcy            | 46,7     |       |
| 6    | Laurie Khan          | Jamajka           | 47,0     |       |
| 7    | Tegegne Bezabeh      | Etiopia           | 47,1     |       |
| 8    | Jean-Pierre Boccardo | Francja           | 47,1     |       |

#### Bieg 2
| Poz. | Zawodnik         | Narodowość        | Rezultat | Uwagi |
| ---- | ---------------- | ----------------- | -------- | ----- |
| 1    | Michael Larrabee | Stany Zjednoczone | 46,0     | Q     |
| 2    | Andrzej Badeński | Polska            | 46,2     | Q     |
| 3    | Edwin Skinner    | Trynidad i Tobago | 46,5     | Q     |
| 4    | Tim Graham       | Wielka Brytania   | 46,5     | Q     |
| 5    | Ollan Cassell    | Stany Zjednoczone | 46,6     |       |
| 6    | Bill Crothers    | Kanada            | 46,9     |       |
| 7    | Kent Bernard     | Trynidad i Tobago | 47,1     |       |
| 8    | James Addy       | Ghana             | 47,6     |       |

### Finał
| Poz. | Zawodnik          | Narodowość        | Rezultat | Uwagi |
| ---- | ----------------- | ----------------- | -------- | ----- |
| 1    | Michael Larrabee  | Stany Zjednoczone | 45,1     |       |
| 2    | Wendell Mottley   | Trynidad i Tobago | 45,2     |       |
| 3    | Andrzej Badeński  | Polska            | 45,6     | [ 4 ] |
| 4    | Robbie Brightwell | Wielka Brytania   | 45,7     | =     |
| 5    | Ulis Williams     | Stany Zjednoczone | 46,0     |       |
| 6    | Tim Graham        | Wielka Brytania   | 46,0     |       |
| 7    | Peter Vassella    | Australia         | 46,3     |       |
| 8    | Edwin Skinner     | Trynidad i Tobago | 46,8     |       |